# Darius (Computerspielreihe)
Darius (OT: jap. ダライアス, Daraiasu) ist eine Videospielreihe des horizontal scrollenden Shoot-’em-up-Genres. Die Spiele wurden vom japanischen Unternehmen Taito für verschiedene Systeme, vorrangig Arcade-Automaten, produziert. Der erste Teil erschien 1986.
Berühmt wurde die Serie vor allem durch die Gegner, die albtraumhaften Mutationen von Fischen und anderen Meerestieren ähneln.

## Eigenheiten des Spiels

### Upgrades und Waffen der Raumschiffe, Punktesystem
Das Raumschiff des Spielers, der Silver Hawk, ist mit zwei Waffen ausgestattet: Den nach vorne feuernden Missiles und den gemäß einer Wurfparabel nach unten fallenden Bombs. Spätere Teile der Serie erweiterten das Arsenal um eine begrenzt verfügbare Smartbomb (Darius Gaiden) und den Capture Ball (G.Darius).
Nach der Zerstörung hinterlassen bestimmte Gegner Kugeln in verschiedenen Farben:
- Rote Kugeln rüsten die Missiles auf.
- Grüne Kugeln verbessern die Bombs.
- Blaue Kugeln rüsten das Raumschiff mit einem Schutzschild aus.
- Violette Kugeln stocken das Smartbomb-Arsenal um ein Exemplar auf (nur in Darius Gaiden verfügbar).
- Weiße Kugeln ergeben einen zufälligen Bonus auf dem Punktezähler.

Der Aufrüstungszustand der Waffensysteme wird am oberen Bildrand angezeigt. Bei Waffen und Schilden wird nach einer bestimmten Anzahl an Upgrades eine neue Stufe erreicht, welche nach dem Ableben erhalten bleibt. Beispielsweise gibt es beim Schild die Stufen Green, Silver und Gold.
Eine weitere Besonderheit ist das Punktesystem: Üblicherweise fliegen Gegner in Formationen bzw. Wellen gleicher Einheiten an. Werden dabei alle zu einer Angriffswelle gehörigen Gegner abgeschossen, erhält der Spieler einen Punktebonus, der sich nach der Größe der Einheiten richtet.
Die Gegner, welche Upgrade-Symbole hinterlassen, gehören zu geschlossenen Formationen und sind farblich von den anderen Einheiten ihrer Formation abgesetzt. Dieses System findet in allen Teilen der Serie außer Darius II bzw. Sagaia Anwendung, dort dagegen gab es spezielle Formationen, von denen alle Einheiten abgeschossen werden mussten, um die jeweilige Upgrade-Kugel zum Vorschein zu bringen. In diesem Teil der Serie kam auch das Stufen-System nicht zum Einsatz.

### Abfolge der Levels
Eine weitere Eigenheit stellt die Abfolge der Level dar, die im Übrigen mit Buchstaben des Alphabets anstelle von Zahlen bezeichnet werden. Nach jedem Level muss der Spieler zwischen einem von zwei möglichen Folgelevels eines Entscheidungsbaums wählen. Auf Level A folgt entweder Level B oder Level C. Entscheidet sich der Spieler für B, hat er am Ende des Levels die Wahl zwischen D oder E, wogegen bei einer anfänglichen Wahl von C die Levels E und F zur Auswahl stehen. Auf diese Weise umfasst ein Spieldurchgang (ein sogenannter Loop) niemals alle Level, wodurch der Spieler animiert werden soll, das Spiel mehrfach durchzuspielen.
Teilweise gibt es sogar innerhalb der einzelnen Level Abzweigungen. In der Mitte des Bildschirmes erscheint ein horizontaler Balken, der einige Sekunden verbleibt.
Nun liegt es am Spieler, ob er oben oder unten weiter fliegt, indem er in einer der Hälften verbleibt – und das mitten im Kampfgeschehen.

### Die Endgegner
Sämtliche Endgegner werden mittels einer Warnung namentlich angekündigt.
Diese Warnung ist auch ein Markenzeichen der ganzen Serie:
WARNING! – A HUGE BATTLESHIP …(der Name des jeweiligen Gegners)… IS APPROACHING FAST
Diese eindringliche Warnung erscheint immer unmittelbar vor dem Kampf mit dem Zwischen- oder Endgegner.
Die Endgegner selbst sind spielerisch eher konventionell gehalten, grafisch dagegen hinterlassen sie einen bleibenden Eindruck, da sie die Formen riesiger mutierter Meeresbewohner besitzen. Der Spieler trifft auf Fische, Seesterne, Kraken und Krabbenwesen.
Einige dieser Bosse wurden im Laufe der Serie mehrfach recycelt, um den Seriencharakter zu betonen. Am bekanntesten ist hierbei der Quastenflosser King Fossil, der in jedem Teil der Serie als Endgegner auftrat und in G.Darius sogar Gesellschaft in Form von Queen Fossil bekam.
Erwähnenswert ist noch, dass es teilweise unglaublich lange dauert, bis man die riesigen fischähnlichen Raumschiffe besiegt hat.
Je nach Schwierigkeitsgrad (in den Heimversionen; die Spielhallenversionen gelten als extrem schwierig) kann es bis zu zehn Minuten oder länger dauern, bis der Boss besiegt ist.

## Teile
Alle Teile debütierten als Arcade-Versionen und wurden im Nachhinein mehrfach auf andere Systeme portiert.

### Darius (1986)

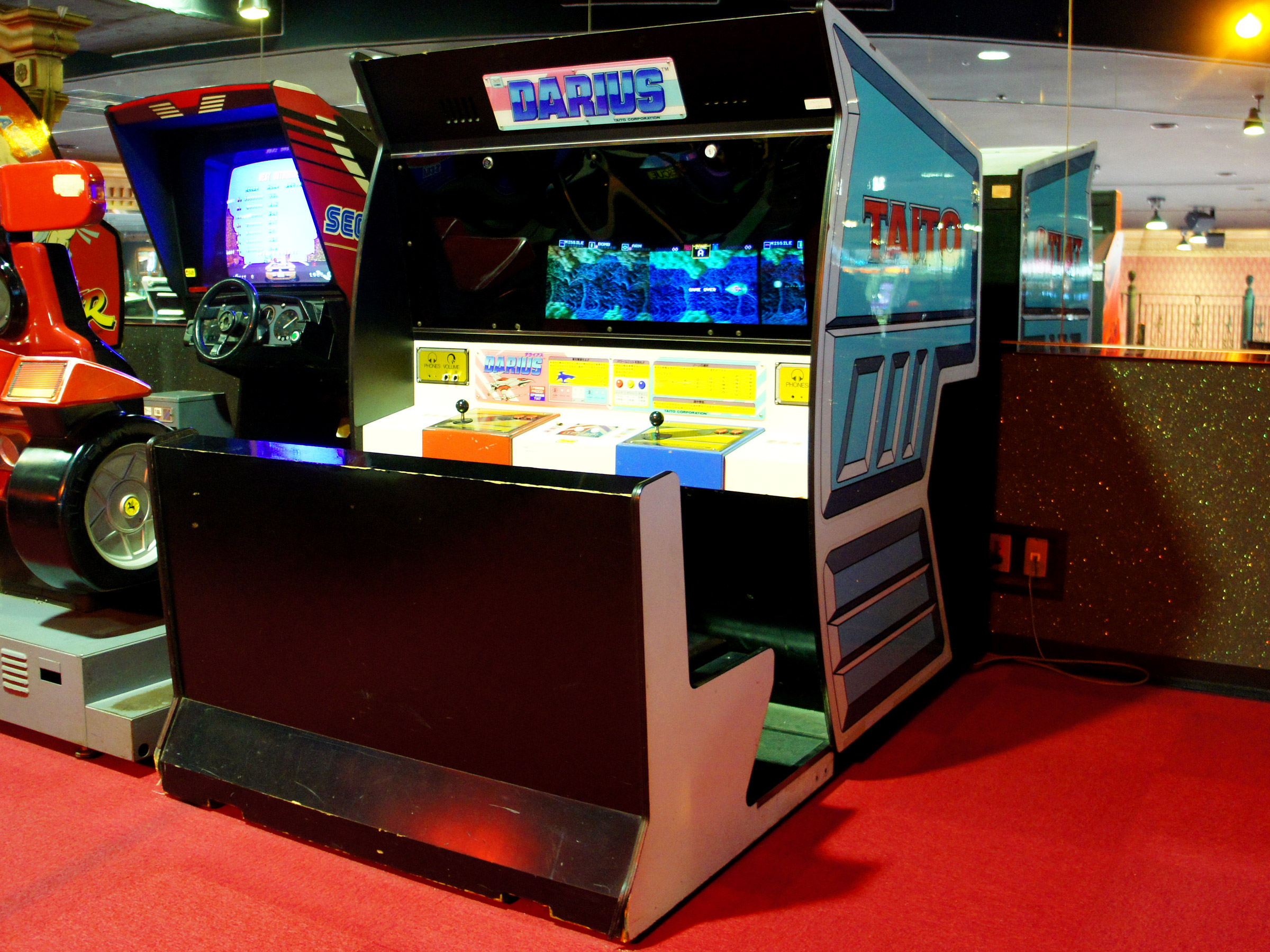
Darius-Arcade-Automat aus dem Jahr 1986

Umgesetzt für PC Engine als Darius Plus und für Game Boy Advance als Darius R
Der erste Teil bot zwar schon eine gut gezeichnete Grafik, die Leveldesigns spulten jedoch levelintern immer dieselbe Umgebung und dieselben Angriffsformationen ab. Die Spielhallenversion war sehr eindrucksvoll: Sie machte das Spielgeschehen gleichzeitig über drei Bildschirme und sechs Lautsprecher hör- und sichtbar. Charakteristisch für die Automatenversionen der ersten beiden Teile war die ungewöhnliche "lange" Darstellung des Spielfelds. Die exzentrische Auflösung von 864 x 224 Pixeln (entsprechend einem Seitenverhältnis von 27:7 bzw. 3,86:1) erforderte vom Spieler insbesondere die Fähigkeit, die Position von abgefeuerten Schüssen und im Spiel befindlichen Gegnern über größere Distanzen exakt abzuschätzen.

### Darius II (1988)
Umgesetzt für Sega Master System, Sega Mega Drive, Sega Saturn und Game Boy als Sagaia, für Super Nintendo als Darius Twin.
Der zweite Teil erweiterte die Serie um Auftritte der beiden Piloten Proco Jr. und Tiat Young. Weiter wurden die einzelnen Stufen der Waffensysteme erweitert, die Grafik ausgebaut und die Kämpfe von Fantasieplaneten ins Sonnensystem verlegt.
Eine seltene Umsetzung für Sega Saturn wartete mit einem innovativen 3-fach Zoom-Feature auf, welches das Geschehen auf dem Bildschirm je nach Vorlieben oder Bedarf heranziehen bzw. das sichtbare Spielfeld vergrößern konnte.
1989 erschien Darius+ für den Atari ST.

### Darius Gaiden (1993)
US-Version mit dem Untertitel Silver Hawk, Umsetzungen für PC, PlayStation und Sega Saturn
Im "normalen" Grafikformat von 320 x 240 Pixeln präsentierte sich der dritte Teil der Serie und verbesserte das Spielgeschehen in allen Belangen. Neu eingeführt wurden Dauerfeuer und die Smartbomb, zudem waren die Levels jetzt von vorne bis hinten "durchkomponiert" und das Spiel um eine rudimentäre Hintergrundgeschichte erweitert worden.

### G.Darius (1997)
Umsetzungen für PlayStation und PC
Polygonale Pseudo-3D-Grafik setzt den vierten Teil effektvoll in Szene. Neu sind der Capture Ball, der Gegner "einfängt" und an die Seite des Spielers stellt, sowie ein levelinterner Entscheidungszwang zu einem von zwei möglichen Pfaden durch den Level.

### Darius Premium Box: Rebirth (2005)
Diese Box ist eine Soundtrack-Zusammenstellung aller erschienenen Darius-Spiele auf vier CDs und ist bisher nur als japanische Importversion zu bekommen. Die Qualität der meisten Tracks wurde digital aufgebessert (digital remastered).

### Dariusburst (2009)
Der bislang letzte Teil der Serie erschien 2009 für PlayStation Portable und wurde bislang ausschließlich in Japan veröffentlicht.
Seit Anfang 2012 ist der Titel als Dariusburst SP auch im iTunes Store für iOS ab Version 4.3, für iPhone, iPod, iPad als UniversalApp erhältlich.

### Dariusburst Chronicle Saviours (2015)
Dariusburst Chronicle Saviours erschien 2015 für das PC-Betriebssystem Microsoft Windows über Steam, sowie für Playstation 4 und Playstation Vita in einigen Ländern.